# لوئی مرمیود
لوئی مرمیود (انگلیسی: Louis Mermillod؛ زادهٔ ۱۸۹۴) دوچرخه‌سوار اهل سوئیس است.